# چمن‌ترکه
پانیکوم ویرگاتوم (به انگلیسی: Panicum virgatum) معمولاً به عنوان گیاه شناخته می‌شود.گیاهی مقاوم، ریشه دار، دارای ساقه‌های ریشه مانند زیرزمینی و چند ساله که رشد آنها در اواخر بهار آغاز می‌شود. این گیاه می‌تواند تا ۲٫۷ متر رشد می‌کنند،این گیاه با استفاده از تثبیت کربن C4، به آن یک مزیت در شرایط خشکسالی و درجه حرارت بالا است که باعث مقاومت علف در مقابل گرما و خشکسالی می باشد.
این گیاه یکی از گونه‌های غالب در آمریکای شمالی در دشت مرکزی است و می‌تواند در چمن زار باقی بماند، که در مراتع چمن‌های بومی و در امتداد کنار جاده‌ها رشد می کند. این در درجه اول برای حفاظت خاک، علوفه، پوشش بازی، به عنوان چمن زینتی مفید می باشد و اخیراً به عنوان یک محصول زیست توده برای اتانول و بوتانول، در پروژه‌های گیاه درمانی ، فیبر، برق و تولید گرما و برای biosequestration یا ترسیب زیستی کربن (تبدیل انتشارات دی‌اکسیدکربن به مواد جامد) از دی اکسید کربن موجود در جو استفاده می شود.

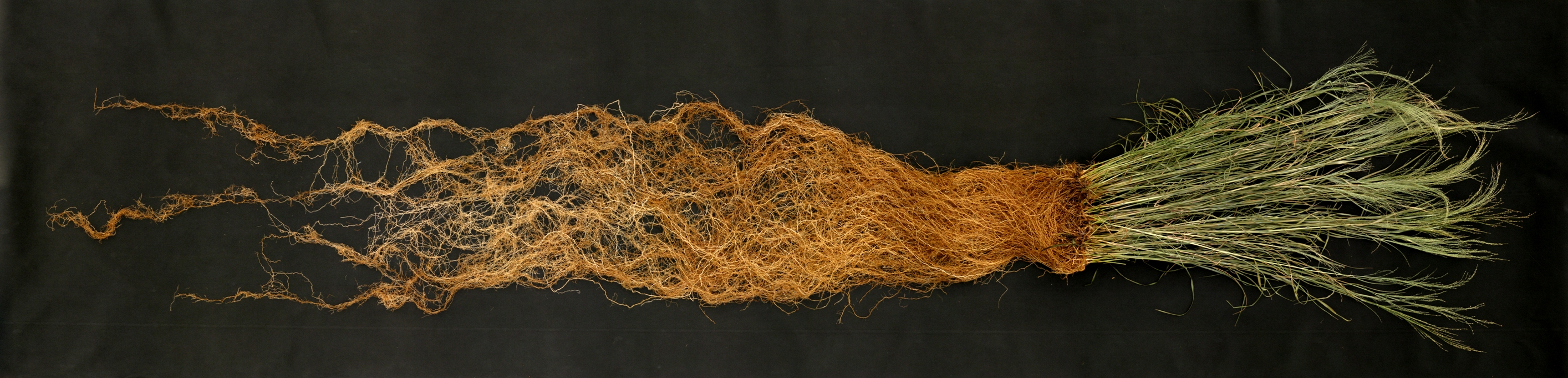
سیستم رشد ریشه علف در زیر زمین